# 八丁牟田站

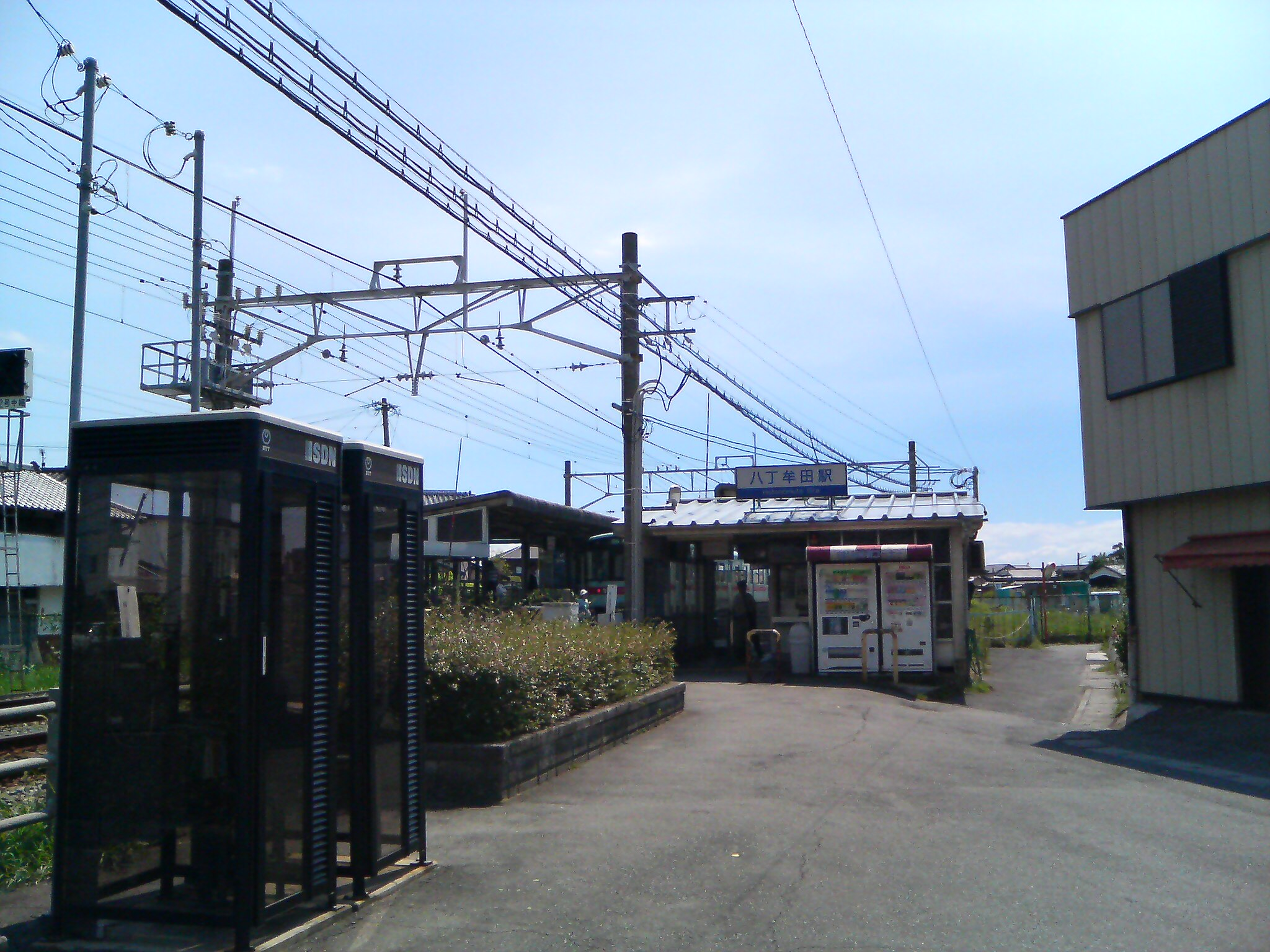
翻新前的舊車站大樓

八丁牟田站（日语：／ Hatchōmuta eki */?）是位於福岡縣三瀦郡大木町大字八町牟田，西日本鐵道（西鐵）的天神大牟田線車站。車站編號為T36。
此站位於大木町的中心，有來自筑後市（羽犬塚）的乘客會使用此站。另外，車站附近的用地用作町營停車場，鐵路使用者可以使用優惠費用泊車（平日400日圓，星期六日100日圓）。在2015年，因應進行翻新工程而結業，在2015年4月，巴士站遷移至車站正門，另外加設候車室。停車場遺址變成了上蓋單車停泊處和車輛上落處（迴旋路），該處設有上蓋通道。此外，在國道至車輛上落處和迴旋路之間進行了道路工程。

## 歷史
- 1937年（昭和12年）10月1日 - 九州鐵道車站啟用。
- 1942年（昭和17年）9月22日 - 成為西日本鐵道車站。
- 1966年（昭和41年） - 翻新車站大樓。
- 2008年（平成20年）5月18日 - 此站開始可以使用IC卡nimoca。
- 2015年（平成27年） - 車站大樓和車站周邊進行工程。
- 2017年（平成29年）2月1日 - 此站引入車站編號[2]。
- 2021年（令和3年）4月1日 - 隨著引入中央控制行車，整日成為無人車站[3][4]。

## 車站構造
車站是一座地面車站，設有2面2線的月台。西鐵車站服務負責車站管理。

### 月台
| 月台 | 路線          | 上下行 | 方向                     | 備註 |
| ---- | ------------- | ------ | ------------------------ | ---- |
| 1    | ■天神大牟田線 | 下行   | 柳川、大牟田方向         |      |
| 2    | ■天神大牟田線 | 上行   | 久留米、福岡（天神）方向 |      |

## 使用狀況
在2019年度，1日平均上下車人次為1,244人。
以下為各年度1日平均使用人次列表：
| 年度               | 1日平均 乘車人次 | 1日平均 上下車人次 |
| ------------------ | ---------------- | ------------------ |
| 2011年（平成23年） |                  | 1,281              |
| 2012年（平成24年） |                  | 1,295              |
| 2013年（平成25年） |                  | 1,289              |
| 2014年（平成26年） |                  | 1,221              |
| 2015年（平成27年） |                  | 1,176              |
| 2016年（平成28年） |                  | 1,237              |
| 2017年（平成29年） |                  | 1,243              |
| 2018年（平成30年） |                  | 1,247              |
| 2019年（令和元年） |                  | 1,244              |

## 車站周邊
車站位於大木町中心。
- 大木町立大木中學
- 大木町立木佐木小學
- 大木光之子幼稚園
- 大木郵局
- 大木町公所
- 大木農業綜合試驗場
- Aquas天然溫泉
- Glasses Plaza大木町店
- 福岡大城農業協同組合（日语：福岡大城農業協同組合）
  - 本店
  - 大木分店
  - 農機具中心
  - 大木加油處

## 巴士路線
- 西鐵巴士久留米（日语：西鉄バス久留米） - 八丁牟田巴士站
  - 大川市（大野島）、筑後市（羽犬塚站）方向

## 相鄰車站
西日本鐵道
■天神大牟田線
■特急、■急行
通過
■普通
大溝（T35）－八丁牟田（T36）－蒲池（T37）

## 注腳
1. ↑  町議会だより（2010年８月No．99）[]
2. ↑   (PDF). 西日本鐵道. 2017-01-24  [2017年3月20日]. （原始内容 (PDF)存档于2020-07-28） （日语）.
3. ↑   (PDF) (新闻稿). 西日本鉄道広報部. 2021-03-19  [2021-03-19]. （原始内容 (PDF)存档于2021-03-19） （日语）.
4. ↑   (PDF) (新闻稿). 西日本鉄道広報部. 2020-08-28  [2020-08-28]. （原始内容 (PDF)存档于2020-08-28） （日语）.
5. 1 2  . 西日本鉄道株式会社.   [2021-01-14]. （原始内容存档于2021-01-29） （日语）.

## 外部連結
- 八丁牟田站（西鐵沿線web） （页面存档备份，存于）（日語）